# 9. etape af Giro d'Italia 2019
9. etape af Giro d'Italia 2019 var en 34,8 km lang enkeltstart fra Riccione til San Marino og blev afviklet den 19. maj 2019. 
Primož Roglič vandt etapen, mens Valerio Conti forsvarede den lyserøde førertrøje.

## Resultater

### Etaperesultat
| \| Etaperesultat \| Etaperesultat \| Etaperesultat \| Etaperesultat \| Etaperesultat \| \| Rytter \| Rytter \| Hold \| Tid \| \| \| ------------- \| ------------------ \| --------------------------- \| ------------- \| ------------- \| \| 1. \| Primož Roglič \| Team Jumbo-Visma \| 51' 52" \| \| \| 2. \| Victor Campenaerts \| Lotto-Soudal \| + 11" \| \| \| 3. \| Bauke Mollema \| Trek-Segafredo \| + 1' 00" \| \| \| 4. \| Vincenzo Nibali \| Bahrain-Merida \| + 1' 05" \| \| \| 5. \| Tanel Kangert \| EF Education First \| + 1' 10" \| \| \| 6. \| Chad Haga \| Team Sunweb \| + 1' 14" \| \| \| 7. \| Bob Jungels \| Deceuninck-Quick Step \| + 1' 16" \| \| \| 8. \| Hugh Carthy \| EF Education First \| + 1' 30" \| \| \| 9. \| Pello Bilbao \| Astana \| + 1' 43" \| \| \| 10. \| Mattia Cattaneo \| Androni Giocattoli-Sidermec \| + 1' 52" \| \| |                    |                             |          |
| |                    |                             |          |
| Kilde: ProCyclingStats |                    |                             |          |
| Etaperesultat |                    |                             |          |
| Rytter | Rytter             | Hold                        | Tid      |
| 1. | Primož Roglič      | Team Jumbo-Visma            | 51' 52"  |
| 2. | Victor Campenaerts | Lotto-Soudal                | + 11"    |
| 3. | Bauke Mollema      | Trek-Segafredo              | + 1' 00" |
| 4. | Vincenzo Nibali    | Bahrain-Merida              | + 1' 05" |
| 5. | Tanel Kangert      | EF Education First          | + 1' 10" |
| 6. | Chad Haga          | Team Sunweb                 | + 1' 14" |
| 7. | Bob Jungels        | Deceuninck-Quick Step       | + 1' 16" |
| 8. | Hugh Carthy        | EF Education First          | + 1' 30" |
| 9. | Pello Bilbao       | Astana                      | + 1' 43" |
| 10. | Mattia Cattaneo    | Androni Giocattoli-Sidermec | + 1' 52" |

## Klassementerne efter etapen

### Samlede stilling
| \| Samlede stilling \| Samlede stilling \| Samlede stilling \| Samlede stilling \| Samlede stilling \| \| Rytter \| Rytter \| Hold \| Tid \| \| \| ---------------- \| ------------------ \| --------------------------- \| ---------------- \| ---------------- \| \| 1. \| Valerio Conti \| UAE Team Emirates \| 36t 08' 32" \| \| \| 2. \| Primož Roglič \| Team Jumbo-Visma \| + 1' 50" \| \| \| 3. \| Nans Peters \| AG2R La Mondiale \| + 2' 21" \| \| \| 4. \| José Joaquín Rojas \| Movistar Team \| + 2' 33" \| \| \| 5. \| Fausto Masnada \| Androni Giocattoli-Sidermec \| + 2' 36" \| \| \| 6. \| Andrey Amador \| Movistar Team \| + 2' 39" \| \| \| 7. \| Amaro Antunes \| CCC Team \| + 3' 05" \| \| \| 8. \| Valentin Madouas \| Groupama-FDJ \| + 3' 27" \| \| \| 9. \| Giovanni Carboni \| Bardiani CSF \| + 3' 30" \| \| \| 10. \| Pello Bilbao \| Astana \| + 3' 32" \| \| |                    |                             |             |
| |                    |                             |             |
| Kilde: ProCyclingStats |                    |                             |             |
| Samlede stilling |                    |                             |             |
| Rytter | Rytter             | Hold                        | Tid         |
| 1. | Valerio Conti      | UAE Team Emirates           | 36t 08' 32" |
| 2. | Primož Roglič      | Team Jumbo-Visma            | + 1' 50"    |
| 3. | Nans Peters        | AG2R La Mondiale            | + 2' 21"    |
| 4. | José Joaquín Rojas | Movistar Team               | + 2' 33"    |
| 5. | Fausto Masnada     | Androni Giocattoli-Sidermec | + 2' 36"    |
| 6. | Andrey Amador      | Movistar Team               | + 2' 39"    |
| 7. | Amaro Antunes      | CCC Team                    | + 3' 05"    |
| 8. | Valentin Madouas   | Groupama-FDJ                | + 3' 27"    |
| 9. | Giovanni Carboni   | Bardiani CSF                | + 3' 30"    |
| 10. | Pello Bilbao       | Astana                      | + 3' 32"    |

| Pointkonkurrence | Pointkonkurrence   | Pointkonkurrence           | Pointkonkurrence | Pointkonkurrence |
| Rytter           | Rytter             | Hold                       | Point            |                  |
| ---------------- | ------------------ | -------------------------- | ---------------- | ---------------- |
| 1.               | Pascal Ackermann   | Bora-Hansgrohe             | 150 point        |                  |
| 2.               | Arnaud Démare      | Groupama-FDJ               | 98 point         |                  |
| 3.               | Caleb Ewan         | Lotto-Soudal               | 91 point         |                  |
| 4.               | Richard Carapaz    | Movistar Team              | 50 point         |                  |
| 5.               | Primož Roglič      | Team Jumbo-Visma           | 42 point         |                  |
| 6.               | José Joaquín Rojas | Movistar Team              | 32 point         |                  |
| 7.               | Matteo Moschetti   | Trek-Segafredo             | 32 point         |                  |
| 8.               | Valerio Conti      | UAE Team Emirates          | 29 point         |                  |
| 9.               | Damiano Cima       | Nippo-Vini Fantini-Faizanè | 28 point         |                  |
| 10.              | Pello Bilbao       | Astana                     | 27 point         |                  |

| Pointkonkurrence | Pointkonkurrence   | Pointkonkurrence           | Pointkonkurrence | Pointkonkurrence |
| Rytter           | Rytter             | Hold                       | Point            |                  |
| ---------------- | ------------------ | -------------------------- | ---------------- | ---------------- |
| 1.               | Pascal Ackermann   | Bora-Hansgrohe             | 150 point        |                  |
| 2.               | Arnaud Démare      | Groupama-FDJ               | 98 point         |                  |
| 3.               | Caleb Ewan         | Lotto-Soudal               | 91 point         |                  |
| 4.               | Richard Carapaz    | Movistar Team              | 50 point         |                  |
| 5.               | Primož Roglič      | Team Jumbo-Visma           | 42 point         |                  |
| 6.               | José Joaquín Rojas | Movistar Team              | 32 point         |                  |
| 7.               | Matteo Moschetti   | Trek-Segafredo             | 32 point         |                  |
| 8.               | Valerio Conti      | UAE Team Emirates          | 29 point         |                  |
| 9.               | Damiano Cima       | Nippo-Vini Fantini-Faizanè | 28 point         |                  |
| 10.              | Pello Bilbao       | Astana                     | 27 point         |                  |

| Bjergkonkurrence | Bjergkonkurrence | Bjergkonkurrence            | Bjergkonkurrence | Bjergkonkurrence |
| Rytter           | Rytter           | Hold                        | Point            |                  |
| ---------------- | ---------------- | --------------------------- | ---------------- | ---------------- |
| 1.               | Giulio Ciccone   | Trek-Segafredo              | 32 point         |                  |
| 2.               | Primož Roglič    | Team Jumbo-Visma            | 22 point         |                  |
| 3.               | Fausto Masnada   | Androni Giocattoli-Sidermec | 18 point         |                  |
| 4.               | Antonio Pedrero  | Movistar Team               | 18 point         |                  |
| 5.               | Marco Frapporti  | Androni Giocattoli-Sidermec | 15 point         |                  |
| 6.               | Valerio Conti    | UAE Team Emirates           | 8 point          |                  |
| 7.               | Bauke Mollema    | Trek-Segafredo              | 8 point          |                  |
| 8.               | Andrej Zejts     | Astana                      | 8 point          |                  |
| 9.               | François Bidard  | AG2R La Mondiale            | 7 point          |                  |
| 10.              | Giovanni Carboni | Bardiani CSF                | 6 point          |                  |

| Bjergkonkurrence | Bjergkonkurrence | Bjergkonkurrence            | Bjergkonkurrence | Bjergkonkurrence |
| Rytter           | Rytter           | Hold                        | Point            |                  |
| ---------------- | ---------------- | --------------------------- | ---------------- | ---------------- |
| 1.               | Giulio Ciccone   | Trek-Segafredo              | 32 point         |                  |
| 2.               | Primož Roglič    | Team Jumbo-Visma            | 22 point         |                  |
| 3.               | Fausto Masnada   | Androni Giocattoli-Sidermec | 18 point         |                  |
| 4.               | Antonio Pedrero  | Movistar Team               | 18 point         |                  |
| 5.               | Marco Frapporti  | Androni Giocattoli-Sidermec | 15 point         |                  |
| 6.               | Valerio Conti    | UAE Team Emirates           | 8 point          |                  |
| 7.               | Bauke Mollema    | Trek-Segafredo              | 8 point          |                  |
| 8.               | Andrej Zejts     | Astana                      | 8 point          |                  |
| 9.               | François Bidard  | AG2R La Mondiale            | 7 point          |                  |
| 10.              | Giovanni Carboni | Bardiani CSF                | 6 point          |                  |

| Ungdomskonkurrence | Ungdomskonkurrence | Ungdomskonkurrence          | Ungdomskonkurrence | Ungdomskonkurrence |
| Rytter             | Rytter             | Hold                        | Tid                |                    |
| ------------------ | ------------------ | --------------------------- | ------------------ | ------------------ |
| 1.                 | Nans Peters        | AG2R La Mondiale            | 36t 10' 53"        |                    |
| 2.                 | Valentin Madouas   | Groupama-FDJ                | + 1' 06"           |                    |
| 3.                 | Giovanni Carboni   | Bardiani CSF                | + 1' 09"           |                    |
| 4.                 | Hugh Carthy        | EF Education First          | + 2' 15"           |                    |
| 5.                 | Sam Oomen          | Team Sunweb                 | + 2' 41"           |                    |
| 6.                 | Pavel Sivakov      | Team Ineos                  | + 3' 40"           |                    |
| 7.                 | Miguel Ángel López | Astana                      | + 3' 58"           |                    |
| 8.                 | Tao Geoghegan Hart | Team Ineos                  | + 4' 37"           |                    |
| 9.                 | Ben O'Connor       | Dimension Data              | + 4' 51"           |                    |
| 10.                | Andrea Vendrame    | Androni Giocattoli-Sidermec | + 13' 13"          |                    |

| Ungdomskonkurrence | Ungdomskonkurrence | Ungdomskonkurrence          | Ungdomskonkurrence | Ungdomskonkurrence |
| Rytter             | Rytter             | Hold                        | Tid                |                    |
| ------------------ | ------------------ | --------------------------- | ------------------ | ------------------ |
| 1.                 | Nans Peters        | AG2R La Mondiale            | 36t 10' 53"        |                    |
| 2.                 | Valentin Madouas   | Groupama-FDJ                | + 1' 06"           |                    |
| 3.                 | Giovanni Carboni   | Bardiani CSF                | + 1' 09"           |                    |
| 4.                 | Hugh Carthy        | EF Education First          | + 2' 15"           |                    |
| 5.                 | Sam Oomen          | Team Sunweb                 | + 2' 41"           |                    |
| 6.                 | Pavel Sivakov      | Team Ineos                  | + 3' 40"           |                    |
| 7.                 | Miguel Ángel López | Astana                      | + 3' 58"           |                    |
| 8.                 | Tao Geoghegan Hart | Team Ineos                  | + 4' 37"           |                    |
| 9.                 | Ben O'Connor       | Dimension Data              | + 4' 51"           |                    |
| 10.                | Andrea Vendrame    | Androni Giocattoli-Sidermec | + 13' 13"          |                    |

| Holdkonkurrence | Holdkonkurrence             | Holdkonkurrence | Holdkonkurrence |
| Hold            | Hold                        | Tid             |                 |
| --------------- | --------------------------- | --------------- | --------------- |
| 1.              | Movistar Team               | 108t 30' 50"    |                 |
| 2.              | Deceuninck-Quick Step       | + 6' 53"        |                 |
| 3.              | Androni Giocattoli-Sidermec | + 8' 04"        |                 |
| 4.              | Astana                      | + 10' 21"       |                 |
| 5.              | EF Education First          | + 11' 10"       |                 |
| 6.              | UAE Team Emirates           | + 11' 36"       |                 |
| 7.              | AG2R La Mondiale            | + 12' 20"       |                 |
| 8.              | Mitchelton-Scott            | + 12' 43"       |                 |
| 9.              | Bora-hansgrohe              | + 14' 37"       |                 |
| 10.             | Team Sunweb                 | + 16' 55"       |                 |

| Holdkonkurrence | Holdkonkurrence             | Holdkonkurrence | Holdkonkurrence |
| Hold            | Hold                        | Tid             |                 |
| --------------- | --------------------------- | --------------- | --------------- |
| 1.              | Movistar Team               | 108t 30' 50"    |                 |
| 2.              | Deceuninck-Quick Step       | + 6' 53"        |                 |
| 3.              | Androni Giocattoli-Sidermec | + 8' 04"        |                 |
| 4.              | Astana                      | + 10' 21"       |                 |
| 5.              | EF Education First          | + 11' 10"       |                 |
| 6.              | UAE Team Emirates           | + 11' 36"       |                 |
| 7.              | AG2R La Mondiale            | + 12' 20"       |                 |
| 8.              | Mitchelton-Scott            | + 12' 43"       |                 |
| 9.              | Bora-hansgrohe              | + 14' 37"       |                 |
| 10.             | Team Sunweb                 | + 16' 55"       |                 |